# (29075) 1950 DA
(29075) 1950 DA — небольшой околоземный астероид из группы аполлонов, который обладает сильно вытянутой орбитой, из-за чего в процессе своего движения вокруг Солнца он пересекает не только орбиту Земли, но и Марса. Он был открыт 22 февраля 1950 года американским астрономом Карлом Виртаненом в Ликской обсерватории близ города Сан-Хосе и пока не имеет собственного имени.
- Орбита астероида 1950 DA и его положение в Солнечной системе

Астероид 1950 DA примечателен прежде всего тем, что на текущий момент он оценивается как наиболее опасный для Земли астероид. Вероятность его столкновения с Землёй 16 марта 2880 года как максимум 1 из 300, что, впрочем, учитывая историю наблюдений астероида (99942) Апофис, обосновывается скорее погрешностями наблюдений, чем реальной опасностью. Значение индекса Палермской шкалы астероидной опасности для (29075) 1950 DA имеет максимальное значение (−1,42), с 2004 года, когда он составлял 1,10 для астероида Апофис. В случае столкновения этого астероида с Землёй человеческую цивилизацию ждут последствия катаклизма из-за резких изменений в биосфере и глобального изменения климата.

## Открытие
Будучи впервые обнаруженным во второй половине февраля 1950 года, получил временное обозначение 1950 DA и наблюдался в течение 17 суток. В то время определить орбиту с достаточно высокой точностью не удалось, и астероид был потерян. Повторно этот астероид удалось обнаружить только спустя 50 лет 31 декабря 2000 года, присвоив ему при повторном открытии ещё одно обозначение 2000 YK66. Спустя два часа, после определения и проверки его орбитальных параметров, он был отождествлён с открытым ранее астероидом 1950 DA.

## Наблюдения
Астероид довольно часто сближается с Землёй на относительно небольшие расстояния, что позволяет достаточно точно измерить его физические характеристики. Во время одного из таких сближений 5 марта 2001 года, когда он подошёл к Земле до расстояния в 7,78995 млн км (0,0520726 а.е.), он на несколько дней стал объектом радиолокационных исследований астрономов из обсерваторий Аресибо и Голдстоун.
Проведённые с 3 по 7 марта исследования позволили оценить размеры астероида (2 км), а сделанный чешскими астрономами Л. Котковой и П. Правецом анализ кривых блеска — установить период его вращения вокруг своей оси (2,1216 ± 0,0001 часа). Столь быстрое вращение и высокое альбедо позволяет сделать вывод об относительно высокой массе данного тела для его размеров и, следовательно, предположить высокую плотность астероида (3,000 г/см³), что характерно для астероидов, богатых железом и никелем.

## Опасность для Земли
Из всех известных потенциально опасных для Земли объектов орбита астероида (29075) 1950 DA является одной из наиболее изученных. Этому способствовали несколько факторов: низкий наклон орбиты к плоскости эклиптики, высокоточные радарные исследования и 60-летний период наблюдений.
Следующее сближение, достаточно тесное для возможности проведения радиолокационных исследований, состоится лишь в 2032 году. Но максимально тесное сближение с 1950 DA произойдёт лишь 16 марта 2880 года, при условии, что орбита астероида не претерпит заметных изменений. Однако, малые размеры астероида и небольшая масса делают его подверженным воздействию эффекта Ярковского, который может значительно сместить его орбиту. Среди учёных нет единого мнения относительно того, как изменится его орбита к 2880 году. Согласно одной версии, в марте 2880 года астероид пройдёт в нескольких десятках тысяч км от Земли; согласно другой, в непосредственной близости от неё, так, что вероятность столкновения будет составлять 1:300. Осенью 2013 года была опубликована новая уточненная оценка, учитывающая данные наблюдений астероида радиотелескопом Аресибо в 2012 году. По этой оценке вероятность столкновения составляет около 0,012 %, то есть 1:8300.